# Spider-Man 3 (игра)
«Человек-паук 3» (англ. Spider-Man 3) — компьютерная игра в жанре экшн, основанная на сюжете третьего фильма о Человеке-пауке. Игра создавалась для платформ Xbox 360, PlayStation 3, PlayStation 2, Wii, PlayStation Portable, Nintendo DS, Microsoft Windows и Game Boy Advance. Версии для Xbox 360 и PS3 были разработаны Treyarch, Beenox портировала её на Microsoft Windows, другие версии были разработаны Vicarious Visions. Релиз игры состоялся 4 мая 2007 года.
Заключительная игра в тройке: Spider-Man (2002) — Spider-Man 2 (2004) — Spider-Man 3 (2007), основанных на кинотрилогии 2000-х (трилогия Сэма Рэйми).
Игра создана по мотивам фильма «Человек-паук 3», однако в игру были включены многие элементы комиксов вселенной Marvel Comics, которых не было в фильме. Игроку предстоит, кроме злодеев из фильма, победить и других. Также в городе присутствуют дополнительные миссии, в которых Человек-паук противостоит трём бандам и прочими преступниками. В зависимости от платформы, в игру были включены различные враги, но все игры включали основных для фильма врагов — Венома, Песочного человека и Нового гоблина.

## Игровой процесс
Игра сохраняет многие элементы геймплея из предыдущих игр, среди которых — свободное путешествие по Манхэттену, который теперь стал огромным. Были введены различные изменения в управлении и системе боя. В версии Nintendo DS управление боем происходит только на сенсорном экране, а D-pad используется только для управления движением Человека-паука. Также введена возможность по ходу игры превращаться из обычного Человека-паука в чёрного, что дает некоторые новые приемы. (Однако можно купить эти приёмы для красно-синего костюма.). В игре используется механика консольной версии предыдущей игры. В чёрном костюме Человек-паук становится быстрее, ловчее и сильнее. Это дает ему больше возможностей в борьбе с преступностью и тем самым он освобождает город Нью-Йорк от злодеев.

## Сюжет
Пролог:
Люк Карлайл улетает из горящего здания своей компании, в которой он вместе со своими людьми разместил бомбы. В здание влетает Человек-Паук, который разбирается с людьми Карлайла и спасает сотрудницу компании от взрыва бомбы.
Завязка:
Питер Паркер уже несколько лет является героем в маске — Человеком-Пауком. Его любят жители Нью-Йорка, у него есть любящая девушка Мэри-Джейн Уотсон, однако у него есть и проблемы. На его место в штате газетного издательства Daily Bugle метит фотограф Эдди Брок, а лучший друг Питера Паркера — Гарри Озборн — считает, что тот убил его отца. Также в городе объявились три банды: Апокалипсис, Сладкая Отрава и Орден Драконохвостых, делящих Нью-Йорк. Флинт Марко — настоящий убийца Дяди Бена — при попытке бегства угодил под устройство, соединившее его ДНК со структурой песка, а в город из космоса прилетает метеорит с симбиотом внутри.
Глава I:
Питер Паркер вместе с Мэри-Джейн совершают романтический полёт по Нью-Йорку. На мосту в Центральном Парке они обсуждают отношения Питера и Гарри, во время чего симбиот прицепляется к ботинку Питера. Тем временем в доме Озборнов в секретной лаборатории Зелёного Гоблина Гарри Озборн поддаётся воздействию сыворотки, которой однажды поддался его отец — Норман Озборн.
Человек-Паук предотвращает убийство парня, которого хотели утопить члены банды Апокалипсиса, посчитавшие его шпионом. Парень работает в метро, где панки схватили его. Человек-Паук отправляется в метро, где было бомбоубежище, в котором Апокалипсис обустроился. Освободив заложников и спася работника метро, находившегося на рельсах, следующей остановкой Человека-Паука становится электростанция. Апокалипсис хочет взорвать электростанцию, а потому Человек-Паук помогает полиции поймать нескольких панков, а затем предотвратить подрыв электростанции. После этого Человек-Паук вступает в битву с главарём Апокалипсиса, желающим взять власть в Нью-Йорке в свои руки, устраивая анархию. Человек-Паук побеждает.
Члены банды Сладкой Отравы ограбили магазин одежды ради показа-мод в заброшенном театре, однако Человек-Паук предотвращает ограбление. В заброшенном театре Человек-Паук защитил заложников от Ядовитых Девчонок, одолев их и предотвратив падение большой люстры на людей. Одна из заложниц работает на фабрике, откуда Сладкая Отрава забрала плюшевые игрушки медведей. Человек-Паук отправился туда, вновь одолев Ядовитых Девчонок, но часть из них сбежала на горящую фабрику с фейерверками на острове Рузвельта. Вновь вступив в схватку с бандитками, Человек-Паук спас двух работников фабрики.
Члены ордена Драконохвостых угнали фургон со статуями и начали избивать водителя, но Человек-Паук спас его. По следу из выпавших из фургона статуй Человек-Паук находит бандитов из Ордена и обезвреживает. Полицейский сообщает, что об украденных статуях знает коллекционер по имени Чен, к которому герою нужно обратиться.
К Человеку-Пауку обращается детектив ДеВульф, который сообщает о том, что в её управлении есть полицейские, которые ради денег начали сотрудничать с членами банд Нью-Йорка. Чтобы очистить управление от продажных полицейских, ДеВульф хочет, чтобы Человек-Паук сфотографировал доказательства продажности копов. Проследив за машиной Драконохвостых до склада, Человек-Паук фотографирует момент сделки полицейских с бандитами. Герой останавливает Драконохвостых и отдаёт ДеВульф фотографии.
Доктор Курт Коннорс проводит эксперимент с сывороткой регенерации на основе ДНК ящерицы на себе с целью отрастить утраченную руку. Эксперимент выходит из под контроля и Коннорс становится Ящером. Джона Джеймсон получил несколько звонков о гигантских ящерицах в Грэмерси Парке и требует с Питера Паркера их фотографии. Питер увидел человека, называющего себя Ларри Ящером, который ради рекламы надел на себя маску ящерицы. Считая, что из-за Ларри и началась шумиха, Питер фотографирует Ларри и относит фотографии в Daily Bugle. Однако Джеймсону нужны фотографии гигантских ящериц, а не человека в костюме ящерицы. Отправляясь в Грэмерси Парк, Человек-Паук слышит крики о помощи от человека, убежавшего от некого зелёного монстра. Человек-Паук отправляется по паучьему чутью в подворотню, где обнаруживает настоящую ящерицу-мутанта. Когда герой сделал фото ящерицы, та сбежала. Отправляясь искать ящериц дальше, Человек-Паук столкнулся в панками из банды Апокалипсиса, которые встретились с одной из мутировавших ящериц. Одолев панков, Человек-Паук отправляется по следу ящерицы и обнаруживает, что та ест хот-доги из тележки. Человек-Паук делает очередной снимок ящерицы, которая сбегает. В Daily Bugle эти фотографии принимают для статьи о гигантских ящерицах в Нью-Йорке.
В Daily Bugle поступает звонок от неизвестного человека (в будущем станет ясно, что это Люк Карлайл, называющегося Безумным Подрывником), который угрожает обратить Нью-Йорк в пепел, взорвав бомбы в метро. Человек-Паук отправляется в метро, где останавливает подрывников и смотрит план подземки и размещённых в ней бомб. В комнате с картой герой обезвреживает маленькие бомбы, но в метро оказываются размещены бомбы побольше. Человек-Паук обезвреживает их все, однако один из подрывников запускает заминированный вагон поезда в метро. Человек-Паук останавливает вагон и не даёт ему взорваться на станции с людьми.
Питер Паркер приходит в лабораторию доктора Коннорса, но там он увидел Ящера, которым стал Курт Коннорс. Ящер сбегает и Питер отправляется за ним в канализацию. Там царит настоящий кошмар: ящерицы обустроили своё логово в канализации, они забирают людей и съедают их. Также под городом есть коконы, в которых зарождаются ящерицы, повышая риск терроризации Манхэттена мутантами. Пройдя через ящериц и спасшись от бура, Человек-Паук вступает в схватку с Ящером, который выпускает ящериц из канализации в город и готовится идти за ними. Однако Человек-Паук сбрасывает Ящера и тот скрывается глубже в канализации.
Питера Паркера мучает вопрос о том, что произошло с Куртом Коннорсом. Его раздумия прерывает шум глайдера, на котором летит Новый Гоблин — Гарри Озборн. Он уносит Питера в небо с целью отомстить за смерть своего отца. Питер пытается отбиться от своего бывшего друга и убедить его в том, что бесполезно мстить за это, ведь Норман Озборн был Зелёным Гоблином и пытался убить Питера. Это не помогает, и Паркеру приходится оглушить Гарри. Питер относит поверженного Нового Гоблина в больницу.
Глава II:
Доктор Стилвелл приходит к Маку Гаргану — Скорпиону — с новым заданием, однако тот сопротивляется, ведь та обещала вновь вернуть ему нормальный вид. Угрожая контролем разума, Скорпион соглашается на миссию. Он останавливает грузовик с Носорогом, однако при попытке вырваться он ранит Скорпиона и сбегает. Человек-Паук следит за тем как к Скорпиону приезжает отряд компании MechaBioCon вместе с учёной Джессикой Эндрюс, являющейся единственным близким человеком Гаргана.
Человек-Паук отправляется на остров, где обустроилась MechaBioCon. Он скрытно проникает на базу и подслушивает разговор Стилвелл и Эндрюс. Последнюю отстраняют от проекта «Скорпион» за излишнюю эмоциональность и та расстроенная уходит к себе в лабораторию. Человек-Паук пробирается к ней и выясняет подробности о проекте «Скорпион». Мак Гарган является одним из подопытных, которого доктор Стилвелл сделала живым оружием, соединив с его телом жало Скорпиона. Это должен был быть военный проект, однако Стилвелл использовала Скорпиона в личных интересах. Скорпион в данный момент находится в здании компании на Манхэттене, куда он возвращается. Однако его путь преграждают роботы и силовой отряд MechaBioCon, через который он прорывается и отправляется обратно на Манхэттен.
В здании MechaBioCon Человек-Паук пробирается через охрану к Скорпиону, которого тот освобождает. Однако активируется программа манипуляции мозгом Скорпиона, и тот вступает в битву с Человеком-Пауком. Затем начинается погоня по Нью-Йорку, в ходе которой Человек-Паук и Скорпион оказываются на мосту, где размещена антенна, отвечающая за мозговые лучи. Человек-Паук уничтожает антенну, и Мак Гарган освобождается от контроля. Они договариваются встретиться в бомбоубежище в центре города, где будет составлен план действий против доктора Стилвелл и MechaBioCon.
Человек-Паук приходит к коллекционеру Чену с вопросами о статуях, однако их отвлекают члены Ордена Драконохвостых, пытающихся убить коллекционера. Полиция пытается остановить вертолёт с бандитами, с чем им помогает Человек-Паук. Чинук начинает падать на улицу, и Человек-Паук плетёт паутину между зданиями, останавливая вертолёт от падения.
Далее герой прибывает к банку, от которого отъезжает фургон со статуями на склад, но на него нападают Драконохвостые. Человек-Паук успешно предотвращает ограбление до склада.
Человек-Паук вновь связывается с ДеВульф, которая сообщает о сделке продажных полицейских с членами Сладкой Отравы у фабрики игрушек. Человек-Паук отправляется туда, фотографирует сделку и останавливает преступников, а затем относит детективу фотографии.
Подрывники вновь стремятся уничтожить город, а потому Человек-Паук обезвреживает все заложенные бомбы в центре Манхэттена и останавливает подрывников на реактивных ранцах.
Через некоторое время ДеВульф связывается с Человеком-Пауком о Безумном Подрывнике, о котором детектив искала информацию, но поступает сообщение о бомбе под Бруклинским мостом. Человек-Паук прилетает туда и обезвреживает бомбу, однако происходит взрыв на заводе, где Безумный Подрывник, он же Люк Карлайл собирается уничтожить Нью-Йорк с помощью поджога радиоактивных веществ завода. Человек-Паук предотвращает утечку вещества, однако Карлайл готовит к погрузке резервуар с веществом. Человек-Паук уничтожает его, срывая план Подрывника. Улетая на чинуке, Карлайл стремится убить Человека-Паук, сбросив бомбу в отходы, однако герой улетает с завода до взрыва.
Человек-Паук прилетает в Daily Bugle, в котором происходит взрыв. Подрывники во главе с Карлайлом минируют редакцию и похищают Джея Джону Джеймсона. Паук в последний раз предотвращает подрыв и летит за вертолётом с Джеймсоном. Там Карлайл рассказывает Джеймсону, что раньше он был бизнесменом, пока статьи в Daily Bugle не навели мэрию на его компанию с проверкой, за это Люк обозлился на Джеймсона и хотел отомстить всему городу, но теперь он может лично убить редактора. Подрывник надевает ошейник, который при большом отдалении от передатчика взорвётся, а затем сбрасывает Джеймсона с чинука. Его вовремя спасает Человек-Паук, который вступает в последнюю схватку с Карлайлом. Он сбивает чинук с Подрывником, с которого Карлайл улетает. Человек-Паук снимает с Джеймсона ошейник, но даже после этого у редактора остаётся неприязнь к герою, хоть и совсем немного уважения к нему появилось.
ДеВульф сообщает Человеку-Паук о том, что её план об очистке её полицейского управления от продажных полицейских раскрыли, и её саму вызвали на встречу в доках. Человек-Паук летит туда и делает фотографии всех, кто пришёл на встречу. Детектив прибывает в доки, где её ранят. Человек-Паук сражается с продажными копами, однако один из них садится в машину и пытается утопить её, но герой спасает детектива. Она благодарит Человека-Паука за помощь и обещает, что при надобности крикнет «волк».
У себя в квартире Питер Паркер мучается от кошмаров, в которых Флинт Марко убивает Дядю Бена, в это же время симбиот окутывает Питера. Проснувшись висящим на здании Человек-Паук осматривает свой новый чёрный костюм, который усилил его навыки. Человек-Паук видит Песочного Человека, убегающего с награбленными деньгами в метро, и летит за ним. В метро Человек-Паук пытается убить Песочного Человека, где в итоге смывает его.
Глава III:
Охотник Крейвен и его возлюбленная Калипсо планируют убить объявившегося в городе Ящера и при возможности — Человека-Паука.
Питер приходит в Daily Bugle, где Эдди Брок получает задание сфотографировать Человека-Паука на месте преступления. Для этого Эдди использует своего знакомого в костюме Человека-Паука, который держит сумки с награбленными деньгами. Человек-Паук уже озлобленный бьёт Эдди Брока, забирает его фотоаппарат и прогоняет подставного Человека-Паука. Однако у Эдди камеры по всему переулку, которые запечатлят героя на месте преступления. Человек-Паук находит и забирает все камеры Брока. Последний обещает, что он своего ещё добьётся.
Человек-Паук спускается в канализацию за Коннорсом, где он видит убитых Крейвеном ящериц. Человек-Паук идёт за Крейвеном и не даёт ему убить Курта Коннорса в образе Ящера. Последний сбегает, но за ним идёт Калипсо. Крейвен и Человек-Паук вступают в схватку, в ходе которой Охотник применяет технику клонирования и различные зелья, дающие ему силу медведя, орла и пантеры. Также он применяет камуфляж, становясь невидимым. Человек-Паук оказывается под лезвием мачете Крейвена, пока Калипсо трансформирует Ящера в огромного монстра. Крейвен и Калипсо сбегают. Человек-Паук прибывает к уже огромному Ящеру, которого он с цинизмом одолевает. Курт Коннорс вновь становится человеком, и Человек-Паук относит его в больницу, размышляя о происходящим с ним.
Человек-Паук спасает библиотекаря от падения, устроенного Ядовитыми Девчонками. Библиотекарь говорит, что члены Сладкой Отравы отправились за кольцами в музей. Человек-Паук отправляется туда и одолевает Ядовитых Девчонок, уничтожающих скелеты динозавров. Он находит приглашение на свадьбу главы Сладкой Отравы — атаманши Присциллы, в церковь Непорочной Девы. В заброшенной церкви происходила свадебная церемония, где сватались Присцилла и пленённый работник магазина из начала игры. Человек-Паук срывает свадьбу и спасает невольного жениха, а затем одолевает Присциллу, наконец-то положив конец Сладкой Отраве.
Человек-Паук встречается с Ченом, который рассказывает ему свой секрет: раньше он обладал молотом, которым, если ударить по колоколу в окружении каменных статуй, откроются сокровища, которыми можно владеть миром. Это злит Человека-Паука, поскольку статуи слишком драгоценные, а потому их в одном месте хранить нельзя. Со склада крадут статуи бандиты из Ордена Драконохвостых. Человек-Паук остановил бандитов в фургоне, но статуй в нём не оказалось. Человек-Паук летит на склад, от которого вместе с Ченом и полицией он летит в логово Драконохвостых. Бандиты начинают церемонию открытия сокровищ, которыми и являются статуи. Человек-Паук прерывает церемонию и вступает в схватку с Орденом Драконохвостых, одолевая и его главу. После битвы Человек-Паук грубо прощается с Ченом, потому что он устал от проблем «старика». Все банды были расформированы после поимки их главарей.
Изменения от чёрного костюма серьёзно сказываются на Питере Паркере, от чего он грубо ведёт себя с коллегами. По заданию Джеймсона Питер отправляется в здание суда, где состоит пресс-конференция шефа полиции и суд над главами банд. Питер Паркер делает снимки и собирается отправиться обратно в редакцию, но, увидев Уилсона Фиска — Кингпина — с членами банд, решает сделать снимки. В здании суда бандиты начинают погром, который Человек-Паук предотвращает, и озлобленный на Уилсона Фиска улетает в Daily Bugle. У Робби Робертсона Питер выясняет нужную информацию о Кингпине и летит к нему на квартиру. Там он сталкивается с бандитами всех банд Нью-Йорка, сражается в последний раз с главарями банд, а затем добирается до Фиска, жестоко его избивает и выбрасывает в окно. Придя в себя, Человек-Паук выглядывает в окно и видит, что Фиск исчез без следа, но не придаёт этому значения, поскольку теперь войны банд кончились.
Питер Паркер проводит время с Мэри-Джейн в ресторане, но грубит ей из-за влияния на его организм симбиота. Обидевшись, Мэри-Джейн требует, что Питер отвёл её домой. От накопившейся злости Питер в образе Человека-Паука летает по всему Нью-Йорку, доводя Мэри-Джейн до головокружения. У дома Мэри-Джейн прерывает на некоторое время отношения с Питером. Тот осознаёт, что чёрный костюм его сильно изменил, а потому он летит в церковь привести себя в порядок. За ним идёт Эдди Брок. Звон колокола влияет на симбиота, принося ему боль, а потому Паркер сдирает с себя чёрный костюм, за чем наблюдает Брок, узнавший в Человеке-Пауке своего конкурента Питера Паркера. Симбиот, отсоединившись от Человека-Паука, слился с Эдди Броком, сделав его Веномом.
Курт Коннорс мучается от кошмаров с Ящером и чувства вины за происходящие происшествия с ящерицами. Человек-Паук обращается за помощью к учёному, чтобы вернуть людей в нормальное состояние. Курт сообщает о секретной лаборатории, где есть образцы сыворотки. Человек-Паук отправляется туда и забирает их, а Коннорс начинает разработку вакцины. Спустя время Коннорс даёт сыворотку Человеку-Пауку, и тот идёт в канализацию, чтобы через распылители распространить лекарство. В ходе распыления ящерицы пытаются уничтожить устройство, но в итоге лекарство действует и избавляет людей от мутации. Коннорс и Человек-Паук прощаются.
Скорпион и Человек-Паук вновь встречаются и отправляются на MechaBioCon за Стилвелл. Мак видит, что Носорог похитил Джессику Эндрюс, и стремится спасти её. В один момент Человек-Паук и Скорпион разделяются, и последнему приходится самому разобраться со Стилвелл, которая держит на мушке доктора Эндрюс и предлагает сделку: убить Человека-Паука и вернуться в MechaBioCon, взамен она отпустит доктора Эндрюс. Однако Гарган отказывается, из-за чего Стилвелл объявляет о закрытии проекта «Скорпион» и приказывает Носорогу убить Человека-Паук и Скорпиона. Спустя некоторое время Человек-Паук и Скорпион сражаются с Носорогом. Вместе они одолевают Носорога и предотвращают побег Стилвелл. Та говорит, что вернуть Скорпиону нормальный вид больше нельзя, из-за чего Мак хочет убить доктора. Человек-Паук и Джессика Эндрюс его разубеждают, и Мак сбегает. Человек-Паук на прощание берёт с Эндрюс слово, что подобных случаев не повторится.
В парке Флинт Марко сидит в размышлениях, но к нему приходит Эдди Брок и, трансформируясь в Венома, угрожает убийством его дочери Пенни, если они не объединятся для убийства Человека-Паука. Песочный Человек соглашается.
Дома Питер Паркер видит репортаж, в котором Веном и Песочный Человек держат в заложниках Мэри-Джейн. Питер надевает свой костюм и летит на свою последнюю битву. Он вступает в схватку с Эдди, которого старается убедить снять симбиота, однако тот не желает. Ради победы Человек-Паук ломает железные балки, вызывая звуковую вибрацию, которая влияет на костюм. За битвой по телевизору смотрит Гарри Озборн, который решает помочь своему другу. Песочный Человек становится огромным из-за песка на строительной площадке. Новый Гоблин спасает Мэри-Джейн и берёт Песочного Человека на себя. При помощи своих бомб Гарри побеждает злодея, вызывая песчаный вихрь. Веном готов нанести смертельный удар Человеку-Пауку, но Гарри берёт его на себя, погибая вместо Питера. Веном и Человек-Паук сражаются в последний раз, в результате чего Человек-Паук скидывает Венома на железные балки, пробивая насквозь тело злодея.
Эпилог:
Песочный Человек воссоединяется со своей дочерью и просит прощения у Человека-Паука за попытку убийства. Мэри-Джейн прощает Человека-Паука, и они вместе уходят. Человек-Паук под конец вспоминает слова своего дяди Бена о великой силе и ответственности. Ради своих близких он будет оставаться Человеком-Пауком.

## Отзывы и критика
| Сводный рейтинг           | Сводный рейтинг | Сводный рейтинг | Сводный рейтинг | Сводный рейтинг | Сводный рейтинг | Сводный рейтинг | Сводный рейтинг | Сводный рейтинг |
| Издание                   | Оценка          | Оценка          | Оценка          | Оценка          | Оценка          | Оценка          | Оценка          | Оценка          |
| Издание                   | DS              | GBA             | PC              | PS2             | PS3             | PSP             | Wii             | Xbox 360        |
| ------------------------- | --------------- | --------------- | --------------- | --------------- | --------------- | --------------- | --------------- | --------------- |
| GameRankings              | 78,17 %         | 63 %            | 62,00 %         | 53,00 %         | 63,03 %         | 50,67 %         | 54,66 %         | 66,24 %         |
| Metacritic                | 79/100          | 68/100          | 62/100          | 50/100          | 60/100          | 52/100          | 53/100          | 63/100          |
| Иноязычные издания        |                 |                 |                 |                 |                 |                 |                 |                 |
| Издание                   | Оценка          | Оценка          | Оценка          | Оценка          | Оценка          | Оценка          | Оценка          | Оценка          |
| Издание                   | DS              | GBA             | PC              | PS2             | PS3             | PSP             | Wii             | Xbox 360        |
| Edge                      | N/A             | N/A             | N/A             | N/A             | N/A             | N/A             | N/A             | 3/10            |
| EGM                       | N/A             | N/A             | N/A             | N/A             | 6,33/10         | N/A             | N/A             | 6,33/10         |
| Eurogamer                 | N/A             | N/A             | N/A             | N/A             | N/A             | N/A             | N/A             | 6/10            |
| Game Informer             | N/A             | N/A             | N/A             | N/A             | 8/10            | N/A             | 6,5/10          | 8/10            |
| GamePro                   | N/A             | N/A             | N/A             | N/A             | 4,25/5          | N/A             | 3/5             | 4,25/5          |
| GameRevolution            | N/A             | N/A             | N/A             | N/A             | D+              | N/A             | C               | D+              |
| GameSpot                  | 8/10            | 6.9/10          | 6,3/10          | 4,7/10          | 6,6/10          | N/A             | 4,7/10          | 6,6/10          |
| GameSpy                   | [ 32 ]          | N/A             | N/A             | [ 33 ]          | [ 34 ]          | N/A             | [ 35 ]          | [ 36 ]          |
| GameTrailers              | N/A             | N/A             | N/A             | N/A             | 6,7/10          | N/A             | 5,3/10          | 6,7/10          |
| GameZone                  | 8,6/10          | 8/10            | 6,8/10          | 4/10            | 8,3/10          | N/A             | 8/10            | 8/10            |
| IGN                       | 8,1/10          | 6/10            | 5,7/10          | 3,5/10          | 6/10            | 4,7/10          | 5,7/10          | 6,9/10          |
| Nintendo Power            | 7/10            | N/A             | N/A             | N/A             | N/A             | N/A             | 6/10            | N/A             |
| OXM                       | N/A             | N/A             | N/A             | N/A             | N/A             | N/A             | N/A             | 6,5/10          |
| PC Gamer (US)             | N/A             | N/A             | 52 %            | N/A             | N/A             | N/A             | N/A             | N/A             |
| The A.V. Club             | N/A             | N/A             | N/A             | N/A             | N/A             | N/A             | C−              | N/A             |
| The Sydney Morning Herald | N/A             | N/A             | N/A             | N/A             | [ 57 ]          | N/A             | N/A             | [ 57 ]          |

По данным агрегатора Metacritic, игра Spider-Man 3 получила «в целом положительные» отзывы для версии DS, но «смешанные или средние» отзывы для всех остальных платформ. Так версии игры для PlayStation 2, Wii и PlayStation Portable подверглись критике за короткую сюжетную линию, а также разочаровывающую графику, при этом GamesRadar предположили, что они технически уступали предыдущей игре линейки 2004 года.
Игру в целом критиковали за множество технических сбоев и багов, за разные версии для разных платформ. Олег Ставицкий, сотрудник журнала «Игромания», оценил игру в 6.5 баллов из 10, отметив, что визуально игра выглядит внушительно, а также упомянув, что это лучший порт на IBM PC-совместимый компьютер среди всех игр о Человеке-пауке, вышедших на тот момент. Изданию Game Informer понравилась версия игры для Xbox 360 и PlayStation 3, оценив их 8 баллов из 10. Что касается версии для Nintendo DS, то GameSpot похвалил анимации, озвучку Тоби Магуайра и разнообразие миссий, но при этом раскритиковал саундтрек.
Версия для Wii получила высокую оценку за использование Remote и Nunchuk контроллеров в игровом процессе, которые считаются самой сильной стороной при управлении игроком. Версии для Microsoft Windows, Xbox 360 и PlayStation 3, несмотря на то, что они получили лишь средние отзывы, были в целом приняты лучше, чем версии для PlayStation 2, Wii и PlayStation Portable. Версия для Wii получила от The Wire оценку «D+». X-Play поставила версии Wii оценку 1 из 5 (первая игра для Wii, получившая 1 из 5 от издательства), а версиям для Xbox 360 и PlayStation 3 — 3 из 5; а DS версии — 4 из 5.